# 6587 Брассенс
6587 Брассе́нс (6587 Brassens) — астероїд головного поясу.
Тіссеранів параметр щодо Юпітера — 3,485.